# Scorpion II
Scorpion II (ancien égyptien : peut-être Serq ou Ouhâ,) est peut-être un roi de la période prédynastique de l'Égypte antique, c'est-à-dire vers la fin du IVe millénaire avant l'ère commune, bien que la réalité de son règne ne soit pas acceptée par tous les chercheurs.

## Attestations

### Tête de massue

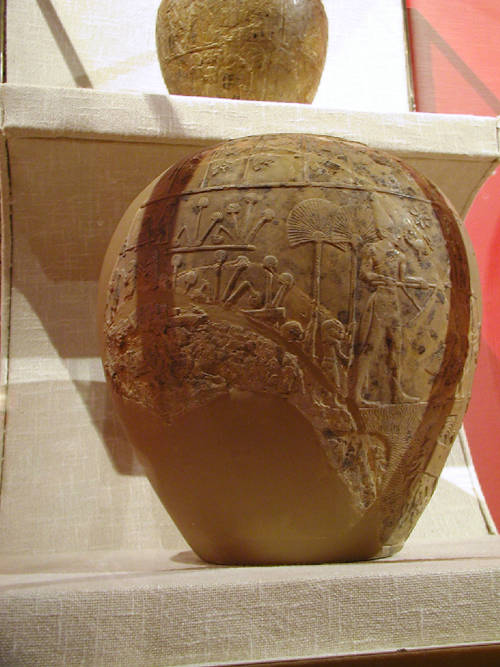
Tête de massue de Scorpion II - Ashmolean Museum, Oxford.

La seule preuve picturale de son existence est la « tête de massue du roi Scorpion » qui a été trouvée dans le dépôt archéologique principal dans un temple de Nekhen (Hiérakonpolis) par les archéologues James Edward Quibell et Frederick William Green pendant la saison des fouilles de 1897-1898. Elle est actuellement exposée à l'Ashmolean Museum à Oxford. La stratigraphie de cette tête de massue a été perdue à cause des méthodes de ces archéologues, mais son style semble la dater de la toute fin de la période prédynastique,,,,.
La tête de massue représente un seul grand personnage portant la couronne blanche (ḥḏt) de Haute-Égypte. Il tient une houe, qui a été interprétée comme un rituel impliquant soit que le roi coupe cérémonieusement le premier sillon dans les champs, soit qu'il ouvre les digues pour les inonder. L'utilisation et le placement de l'iconographie sont similaires à la représentation du roi Narmer sur l'avers de la palette de Narmer. Le roi est précédé par des serviteurs, le premier de la rangée semble jeter des graines d'un panier dans le sol fraîchement coupé. Un deuxième serviteur (sa représentation est partiellement endommagée) porte un énorme paquet de gerbes de céréales, ce qui renforce l'interprétation d'une cérémonie de semailles, peut-être liée à la fête-Sed ou à une cérémonie de fondation, peut-être celle d'un temple, voire d'une cité. Au-dessus des serviteurs, une rangée de porte-étendards, qui portent les mêmes étendards que ceux vus sur la palette de Narmer, précède le roi. Au-dessous des serviteurs royaux, une route et un paysage avec des gens et des maisons sont préservés,.
Derrière le roi (sur le côté gauche), deux porteurs d'éventails suivent le roi. À gauche du porte-éventail, des fagots de papyrus sont représentés. Derrière ceux-ci, dans la partie supérieure, on voit un groupe de danseurs et un prêtre ; le prêtre garde un palanquin Repw.t. La partie inférieure est perdue à cause des dégâts. Le défilé festif regarde dans la direction opposée du roi et de ses porte-drapeaux ; une vue d'ensemble étendue révèle que les deux cortèges se rejoignent au centre de toute la scène du relief de la tête de massue. En ce centre même, des savants tels que K. M. Ciałowicz, E. J. Baumgärtel et T. H. Wilkinson pensent voir les minuscules traces des pieds et de la spirale de la couronne rouge ; une deuxième rosette dorée est clairement visible. Ces traces renforcent la présomption selon laquelle la scène de la tête de scorpion contenait autrefois la représentation d'une deuxième figure du roi, portant la couronne rouge de Basse-Égypte. Dans ce cas, la tête de massue montrerait le roi Scorpion II comme le souverain de toute l'Égypte,.
Le registre du haut offre un défilé des symboles des étendards de l'armée du Sud — Haute-Égypte — qui brandissent sur chaque hampe un oiseau mort, un vanneau huppé, pendu par le cou. Les vanneaux — oiseaux des marais — servaient à l'origine à désigner les gens du Delta ou Basse-Égypte, au Nord. Cette scène est peut-être une allusion à une probable victoire remportée par le roi Scorpion sur le royaume des pêcheurs du Delta. Sur un fragment non connexe, sont représentées d'autres enseignes auxquelles sont suspendus sur la gauche des arcs à double courbure (incomplets mais reconnaissables). Pour les anciens Égyptiens, les « Neuf arcs » symbolisent la totalité des puissances étrangères à l'Égypte. L'ensemble du registre supérieur représenterait donc de façon allégorique, la victoire des provinces du Sud sur les populations du Delta et d'un certain nombre de pays étrangers, victoire qui a finalement abouti à la victoire finale de Narmer et à l'unification du pays.

### Étiquettes en ivoire
De nombreuses petites étiquettes en ivoire représentant un scorpion ont été trouvées. Elles proviennent d'Abydos, de Minshat Abou Omar et de Tarkhan. Certaines montrent le scorpion tenant le signe hiéroglyphique de la « terre irriguée » et il est contesté, si cette combinaison claire de signes a une signification plus profonde : le scorpion pourrait représenter le roi Scorpion II dans son rôle de souverain d'un certain (mais non nommé) nome. D'autres étiquettes montrent le scorpion près d'un signe d'hirondelle, signifiant « le scorpion est grand ». Une étiquette unique montre le scorpion tenant un long bâton et frappant un ennemi. Comme de nombreux graffitis montrent un sanctuaire avec un héron sur le toit à l'arrière, il a été suggéré que Scorpion II était originaire du Bouto,,.

### Inscriptions

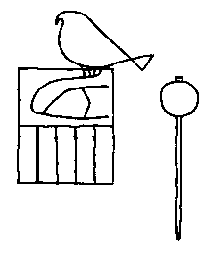
Marque en argile portant le nom du roi Scorpion II (d'après Dietrich Wildung).

À Tarkhan et à Minshat Abou Omar, plusieurs vases en pierre et en argile ont été retrouvés. Ils portent des serekhs royaux et la lecture du nom à l'intérieur est contestée. Plusieurs égyptologues (dont Thomas Schneider, Dietrich Wildung et Herman TeVelde) sont convaincus que les serekhs présentent une figure de scorpion fortement stylisée. D'autres, tels que Günter Dreyer et Wolfgang Helck, n'en sont pas si sûrs et le lisent comme une version mal dessinée du nom du roi Ka,,.
Sur la deuxième cataracte du Nil, non loin du lac Nasser Gebel Sheikh Souleiman (Soudan), une grande gravure sur la roche représente une grande figure de scorpion marchant sur des ennemis tués. Leur mort est démontrée en les représentant debout, la tête en bas, frappés par des flèches ; deux autres figures tiennent encore leur propre arc et tirent. Grâce aux plumes d'autruche et aux arcs, les ennemis peuvent être identifiés comme des Nubiens, puisque la plume d'autruche et l'arc étaient les attributs typiques pour symboliser les Nubiens. Le scorpion fait face à une figure humaine avec une barbe artificielle et un couteau de cérémonie dans une ceinture ; la figure tient une longue corde, à laquelle sont attachés les Nubiens capturés. L'ensemble de la scène est interprété comme représentant le roi Scorpion II célébrant sa victoire contre des Nubiens hostiles,.

## Identité

### Nom
Le nom et le titre du roi Scorpion sont très contestés dans l'égyptologie moderne. Son nom est souvent introduit par un signe de rosette ou de fleur (?) dorée à six ou sept feuilles. Cet emblème se trouve sur de nombreux objets des périodes de la dynastie 0 et de la Ire dynastie ; il disparaît jusqu'à la fin de la IIIe dynastie, lorsqu'il réapparaît chez des officiels de haut rang, tels que Khabaousokar et A'a-akhty (tous deux datés de la fin de la IIIe dynastie). Sa signification précise a fait l'objet d'intenses discussions ; l'interprétation la plus courante est celle d'un emblème signifiant « nomarque » ou « grand seigneur ». Pendant les périodes protodynastiques et au début de la Ire dynastie, il était évidemment utilisé comme désignation pour les rois ; dans des périodes beaucoup plus tardives, il était attribué aux hauts fonctionnaires et aux princes, en particulier à ceux qui servaient comme prêtres pour la déesse Seshat. Ainsi, la rosette d'or est devenue un emblème officiel de Seshat. La lecture du signe de la rosette est également contestée. La plupart des linguistes et des égyptologues la lisent Neb (pour « seigneur ») ou Nesou (pour « roi »), et ils sont convaincus que la rosette dorée était une sorte de précurseur du serekh ultérieur,.
La figure du scorpion, qui sous-tend le nom de Scorpion II, est généralement lié à la déesse Serket, introduite plus tard, mais des égyptologues et des linguistes tels que Ludwig D. Morenz, H. Beinlich, Toby Wilkinson et Jan Assmann ont souligné que la déesse n'a pas été introduite avant la fin de l'Ancien Empire. Dans cette optique, le symbole du scorpion de la période protodynastique ne devrait pas être associé à Serket. Morenz souligne que, dans les cas où un animal fétiche est inclus dans le nom d'un souverain, l'animal a généralement une signification différente, plutôt cultuelle et politique. Le scorpion en tant qu'animal signifiait généralement des choses dangereuses, comme « poison » et « maladie », mais il pouvait aussi signifier « mauvaise haleine », dans des contextes militaires « tempête » et « attaque ». Comme on ne sait pas très bien quelle signification réelle était réservée à l'animal dans le nom du roi, les spécialistes l'appellent généralement « roi Scorpion II »,,.

### Figure historique
Il existe plusieurs théories concernant son identité et sa position chronologique. Certains égyptologues, comme Bernadette Menu, soutiennent que, parce que les rois égyptiens de la Ire dynastie semblent avoir eu plusieurs noms, Scorpion était la même personne que Narmer, simplement avec un autre nom, ou un titre supplémentaire. Ils affirment également que le style artistique de la tête de massue de Scorpion II présente des similitudes évidentes avec celui de la célèbre tête de massue de Narmer.
D'autres chercheurs, dont T. H. Wilkinson, Renée Friedman et Bruce Trigger, ont identifié le roi Scorpion II comme étant le « Gegenkönig » (dirigeant adverse) de Ka (ou Sekhen) et Narmer. À l'époque de Scorpion II, l'Égypte était peut-être divisée en plusieurs royaumes mineurs qui se combattaient entre eux. On suppose alors que Narmer a simplement conquis le royaume de Scorpion II, unifiant ainsi pour la première fois l'ensemble de l'Égypte.
Cependant, tous les égyptologues ne sont pas d'accord. Par exemple, à la suite de la découverte de reliefs au Ouadi ‘Ameyra dans le Sinaï, notamment d'Iry-Hor et de Ka au Sinaï, celui d'Iry-Hor nommant d'ailleurs la ville de Memphis (la plus ancienne attestation découverte), des égyptologues comme Pierre Tallet pensent que l'Égypte étaient déjà unifiée avant Narmer, voire dès le règne de Scorpion Ier. Ce dernier porpose que les différents documents (palette de Narmer, inscriptions rupestres du Ouadi ‘Ameyra, etc.) ne sont que des opérations de maintien de l'ordre. Ainsi, le roi Scorpion II ne serait alors pas un souverain concurrent de Narmer, bien que sa place chronologique, voire sa réalité historique en tant que roi distinct des autres rois connus (le symbole du scorpion en tant qu'animal dangereux pourrait être un symbole royal par excellence à cette période, ne désignant donc pas le roi par son nom mais par sa fonction), ne soient pas assurées.

## Règne

### Situation politique
De nombreux objets avec des décorations en relief et des marques de poterie à l'encre noire témoignent d'une économie commerciale florissante à l'époque du règne de Scorpion II. Pour la première fois, les inscriptions donnent les hiéroglyphes de la Basse-Égypte et/ou de la Haute-Égypte. Ainsi, les deux parties de l'Égypte ont lentement commencé à travailler ensemble. Mais, comme il semble clair que l'Égypte était divisée en au moins deux royaumes coexistants, les chercheurs se demandent sur quel facteur de pouvoir reposait la domination des rois protodynastiques. La conquête et la guerre devaient être encouragées économiquement, les guerriers et les gardiens devaient être nourris. En se basant sur cette connaissance, des chercheurs comme K. M Ciałowitz, T. H. Wilkinson, Karl Butzer et Michael A. Hoffman mettent en avant les systèmes d'irrigation, qui ont été fondés en grande quantité. De nombreuses palettes (comme la palette des chasseurs, la palette libyenne et la palette de Narmer, par exemple) et les têtes de massue de Scorpion II et de Narmer montrent des représentations de rivières, de plantes, d'arbres et de plusieurs animaux différents (oiseaux, mammifères et poissons) avec des détails naturels surprenants. À côté de ces motifs, des figures humaines effectuant des travaux agricoles sont représentées. Ciałowitz, Wilkinson, Butzer et Hoffman voient la source de pouvoir des rois protodynastiques dans ces développements agricoles. Les systèmes d'irrigation ont permis d'augmenter les colonies, les possessions de bétail et la culture des légumes. Les chercheurs se demandent si les rois ont délibérément maintenu la rareté des irrigations, pour assurer leur pouvoir, leur influence et leur richesse,,.

### Situation religieuse et cultuelle
Les nombreuses décorations sur les objets représentent également un grand nombre de fétiches et d'étendards, surmontés de dieux, ce qui révèle un système religieux et cultuel déjà très complexe. Comme les étendards guident souvent les scènes de bataille, les batailles et les conquêtes ont pu être considérées comme des événements cultuels également. Les premiers dieux reconnaissables sont Horus, Seth, Min, Nemty, Nekhbet, Bat et Oupouaout. Mais on ignore où ces dieux avaient leurs centres cultuels et leurs sanctuaires, car les hiéroglyphes représentant les noms de lieux n'ont pas encore été introduits,,,.
Les nombreuses représentations de créatures mythiques, telles que le « serpopard » et la « chimère ailée », constituent un autre aspect des croyances cultuelles et religieuses sous Scorpion II. Le serpopard (également appelé « panthère à cou de serpent ») apparaît sur la célèbre palette de Narmer et sur la palette dite des deux chiens. Il a été nommé Swdja, ce qui signifie « indestructible ». Dans la mythologie égyptienne, le serpopard était décrit comme « celui qui déplace le soleil ». Sur la palette de Narmer, deux serpopards s'enlacent le cou. Cette image est considérée comme une représentation allégorique de l'unification de l'Égypte. Sous Scorpion II, deux serpopards lacèrent une gazelle, ce qui pourrait impliquer que les serpopards étaient sous le contrôle du roi (ils attaquent sur ordre),,,,.
Les « chimères ailées » ont été nommées Sefer en égyptien et elles représentent le chaos et la violence. Elles apparaissent sur la palette des deux chiens et sur plusieurs objets en ivoire. Les chercheurs soulignent le fait que des créatures telles que la chimère et les serpents étaient d'origine mésopotamienne,,,,.
Un autre motif de l'époque de Scorpion, qui est clairement d'origine mésopotamienne, est celui d'un guerrier combattant deux lions à mains nues. Il tient un lion dans chaque main, tous deux à ses côtés. Un motif similaire montre le guerrier avec deux girafes. Dans les dynasties suivantes, ce motif est devenu un hiéroglyphe, classifié dans la section A « L'Homme et ses occupations » de la liste de Gardiner sous les noms de A38 et A39. Il se lit Qjs et a été utilisé comme emblème de la ville de Cusae,,,,.

## Influence mésopotamienne

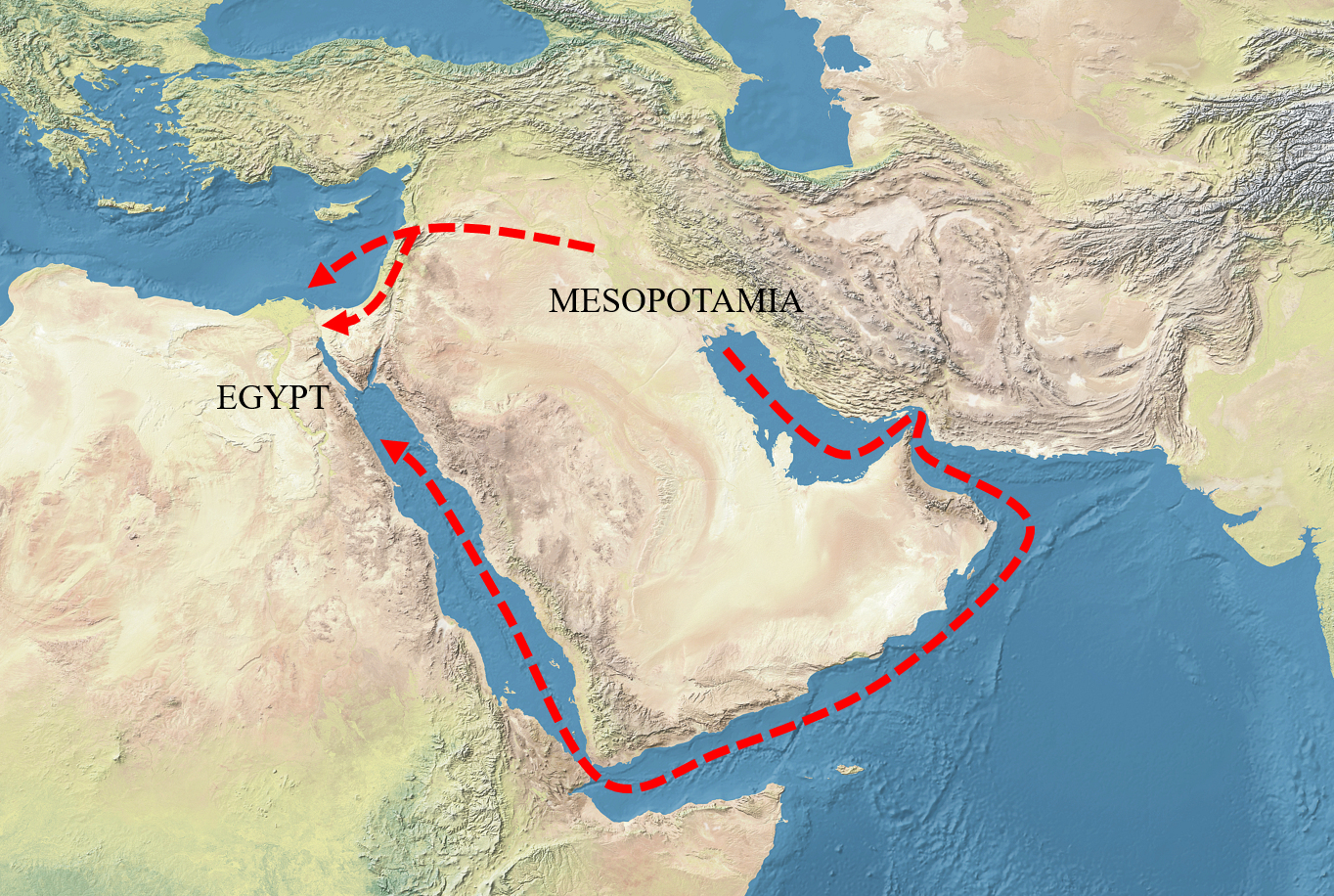
Routes commerciales possibles entre la Mésopotamie et l'Égypte à partir du 4e millénaire avant notre ère,.

Tous les motifs et emblèmes répertoriés, mais aussi l'architecture des tombes et les objets échangés (tels que les outils, les colliers de perles et les sceaux-cylindres) prouvent que les premiers Égyptiens ont subi une influence étonnamment forte et étendue de la culture et de la religion mésopotamiennes. Cette connaissance est favorisée par les évaluations des développements architecturaux, visibles sur les lieux de sépulture tels que Minshat Abou Omar, Nekhen et Nagada. Les méthodes architecturales utilisées pour la construction de tombes complexes et stables ont été clairement copiées des bâtiments mésopotamiens. On ne sait pas exactement pourquoi les Égyptiens ont entretenu de manière si intense leurs relations amicales avec la Mésopotamie ; les partisans de la théorie des races dynastiques pensent que les premiers chefs et dirigeants égyptiens étaient eux-mêmes d'origine mésopotamienne, mais cela n'est pas encore prouvé. Pendant le règne du roi Scorpion II et de ses successeurs immédiats, l'influence semble diminuer et l'Égypte commence à favoriser sa propre culture, plus indépendante. Cela a certainement été une nouvelle étape importante vers l'avenir de l'Égypte en tant que royaume puissant et riche,,,,.

## Sépulture
Le lieu exact de la sépulture du roi Scorpion II est inconnu. Il y a deux tombes qui sont toutes deux considérées comme candidates :
- la première est enregistrée sous le nom de tombe B50 et se trouve à Oumm el-Qa'ab (près d'Abydos) ; il s'agit d'un puits presque carré divisée en quatre pièces par deux simples murs de boue en forme de croix ; plusieurs plaques d'ivoire avec des figures de scorpions ont été trouvées ici[33],
- la seconde se trouve à Nekhen et est enregistrée sous le nom de tombe HK6-1 ; elle mesure 3,5 × 6,5 m, a une profondeur de 2,5 m et est renforcée par de la boue ; plusieurs plaques d'ivoire avec des figures de scorpion y ont été découvertes[34].